# Château de Champlitte
Le château de Champlitte est un bâtiment construit au XVIIIe siècle dans la commune française de Champlitte, dans la Haute-Saône. Il abrite actuellement le Musée départemental d'Arts et Traditions populaires.

## Histoire

### Le château médiéval

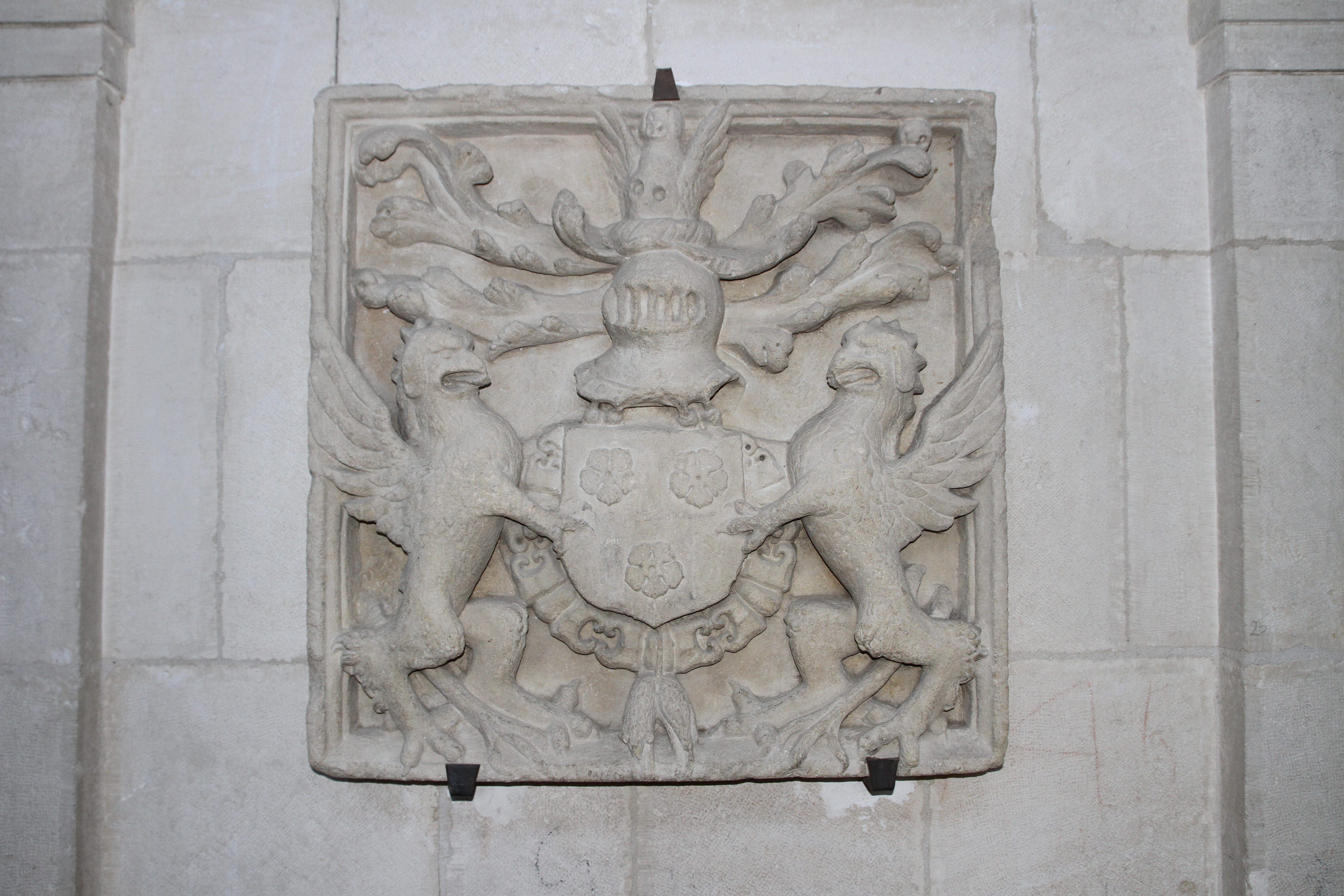
Armoiries de la famille de Vergy au Château de Champlitte.

Un château fort est attesté au Moyen Âge, incendié à plusieurs reprises. Les seigneurs de Fouvent, agissant en maîtres dans leur seigneurie, construisent un château fort au sommet de la colline, à proximité immédiate d'un foyer de peuplement plus ancien (gallo-romain) : le village de Champlitte-la-Ville situé à 1,30 km, installé en fond de vallée et sans valeur défensive, entre en concurrence avec le centre nouveau-né du château, le castrum qui lui est installé sur une butte. Des sondages archéologiques menées par l'INRAP en 2010 attestent cette présence et sa position,.
Les quartiers d'habitation se fixent à l'intérieur de la forteresse, dans la basse-cour, le bourg se développe dans la vallée, entre le château et le pont ; les halles et les murs sont mentionnés depuis 1252 : le fossé est le premier obstacle à franchir pour celui qui vient de l'extérieur, il peut mesurer entre 15 et 20 mètres et derrière le fossé se trouve le rempart à l'origine certainement en bois. La proximité du château assure la protection des activités marchandes et artisanales. La ville va ensuite se peupler de monastères : Prieuré bénédictin de saint Christophe à Champlitte-la-Ville, le Couvent des Augustins (XIVe siècle), le Chapitre collégial (1439) puis en 1475 quand la ville fut ruinée, Charles Quint fait clore le bourg par une muraille bordée d’un fossé et fortifiée de plusieurs tours. Quelques vestiges de cette période sont actuellement encore visibles (Tour des Annonciades, Tour Charles Quint, fossé, couvent des Augustins) et la topographie des ruelles permet de lire la structure ancienne de la ville.
La seigneurie de Champlitte appartient ensuite à une branche cadette de la maison de Vergy.

### À la Renaissance
La bâtisse médiévale est augmentée d'une aile Renaissance,.
Cet agrandissement correspond à la transformation courante des places en résidence déliée des impératifs de la guerre François de Vergy reçoit la charge de lieutenant général du comté de Bourgogne et prend en charge la sécurité de la Franche-Comté. Également comte de Champlitte, il "s'installa dans la demeure médiévale de son oncle (Champlitte) tandis que le siège du gouvernement militaire de la Franche-Comté se trouvait à Gray, ville récemment fortifiée". Appelé régulièrement dans les Flandres pour rendre compte des événements de la province, il connaît les modes et architectures flamandes. Il décide de procéder à des aménagements du château, vraisemblablement entre 1560 et 1564, et semble faire appel à un architecte d'origine flamande, peut-être un prénommé Nicolas Morris. Un plan topographique de la ville, Plan de Claude Bonjour, permet de se figurer en partie le château ainsi remanié associant bâtisse médiévale et construction Renaissance de prestige.
En 1630, à la mort de Clériadus de Vergy, la seigneurie passe par héritage aux familles de Cusance puis de Clermont d’Amboise et enfin à la famille des comtes de Toulongeon. Mais entre-temps le château a subi de nombreux dégâts puisqu'en trois siècles la ville est assiégée 4 fois et pillée 11 fois (en août 1638, pendant la guerre de Dix Ans la ville est assiégée par les troupes françaises du Duc d’Angoulême, général de Louis XIII qui mirent le feu au château, à la ville et au clocher).

### L'incendie de 1751
Un incendie ravage complètement l'ensemble des bâtiments le 19 février 1751.

« Jean François Joseph de Toulongeon, chevalier et brigadier des armes du Roy seigneur et comte de Champlitte, (?), Margilley, Percey-le-Grand, Mont le Frasnois, Frasnois, Montarlot, Neuvelle, Leffond, Champlitte la Ville, et autres lieux lequel nous a dit que son château de Champlitte fut incendié le dix-neuf février environ vers les six/dix heures du soir et comme il était absent et à la cour de Lunéville pour lors, que sa maison et son château était confié à la garde de son maître d'hôtel et de quelques autres domestiques cela ? au vent impétueux de mort que donnait ce jour-là fit que l'on ne put y porter aucun secours. Le feu fit un progrès si prompt que dans moins de six heure tout le château de Champlitte fut réduit en cendre à l'exception seulement des cuisines, de l'office et du commun qui formaient un petit corps de logis séparé du château.
Cet accident l'un des plus considérables et des plus complets qui fut jamais fut occasionné par trop de précaution du maitre d’hôtel, le remontrant avait fait inventorier tous les titres et papiers de sa maison et les avait renfermé dans son cabinet tant pour les faire sécher que pour les mettre par ordre et en état, il chargea son maître d'hôtel de faire du feu dans ce cabinet et de mettre en différents endroits ; celui-ci depuis le départ du remontrant jusqu'au jour de ce malheureux évènement porta régulièrement du feu dans ce même cabinet sans qu'il y soit arrivé accident ni qu'il y ait eu apparence à cela.
Mais par un malheur qu'on ne peut expliquer ni deviner soit que le vent de nord impétueux qui régnait ce jour là ait pénétré par quelques endroits, ou que quelques autrement événement qu'on ne peut prévoir ou imaginer ait mit le feu dans ses papiers, toujours croit vrai que c'est dans ce cabinet que le feu commença à paraitre et que les gens qui étaient dans les vignes de Champlitte l'aperçurent, ils coururent aussitôt mais inutilement parce que ce cabinet était placé dans le milieu du grand corps de logis, le feu soufflé avec impétuosité se porta partout et l'on ne put rien sauver que quelques fauteuils au nombre de huit et quatre tableaux qui étaient dans une salle à manger. Cette maison qui était bâtie neuf pour la plus grande partie et qui formait un des plus beaux et des plus grands châteaux de la province cause une perte irréparable au remontrant et qui se monte à plus de cent mille écus. Il est de notoriété qu'il n'y avait rien à ajouter dans l'élégance des meubles, dans le choix des trumeaux et dans la magnificence des boiseries et des parquets, le cabinet était un des plus beaux et des plus grands morceaux du royaume dans son genre, toutes les salles étaient ornées d’une boiserie du dernier goût, et la totalité de la maison renfermait une galerie magnifique, quatorze appartements de maîtres complets tous meublés superbement, quantités de gardes robes, d’entresols et d'autres chambres de commodité dont un plus grand détail ne servirait qu'à exciter les regrets du remontrant ; mais ce qui le touche le plus essentiellement est la perte générales des titres de sa maison »

### La première aile de Claude Antoine Colombot

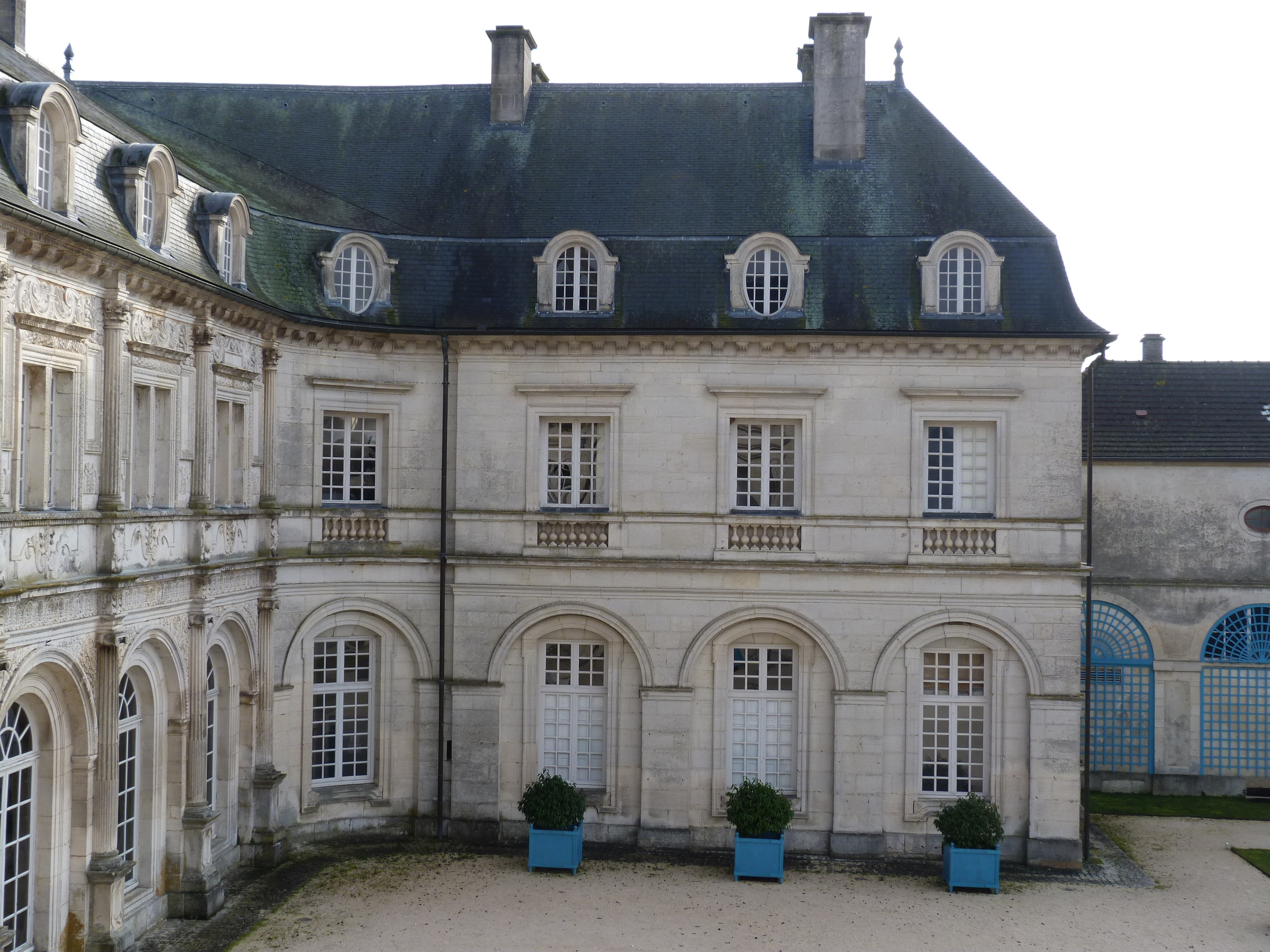
Aile Sud du château.

Une première aile, l'aile sud est reconstruite probablement en 1768 selon les plans de l'architecte bisontin Claude Antoine Colombot.

### La réalisation de Claude Joseph-Alexandre Bertrand

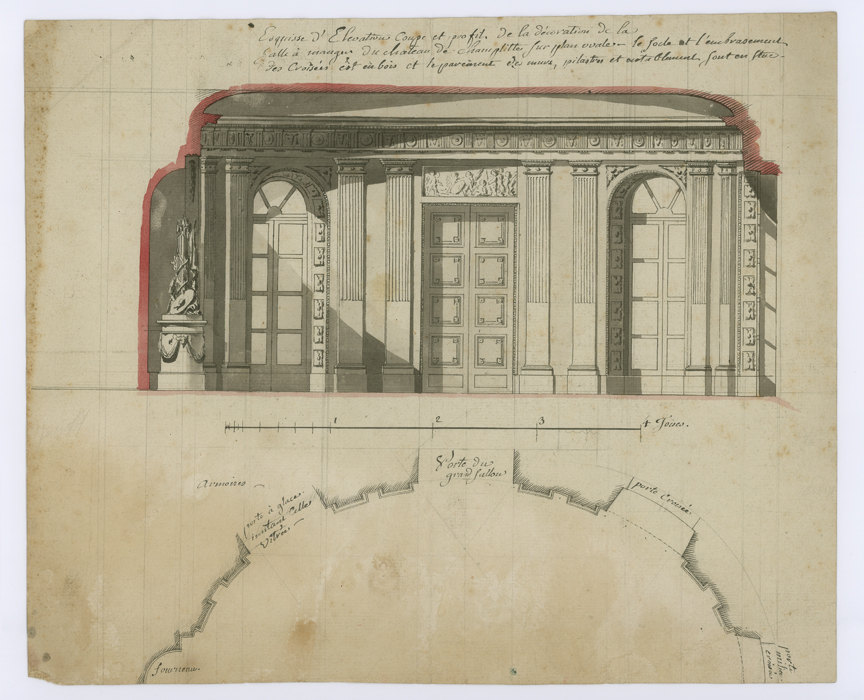
Esquisse d’élévation coupe et profil de la salle à manger du château par Claude Joseph Alexandre Bertrand, vers 1770.

Le marquis Hippolyte Jean René de Toulongeon poursuit les travaux entrepris par son père et fait réaliser l'ensemble du château par l'architecte bisontin  Claude Joseph Alexandre Bertrand.
Le décor Renaissance de la façade est conservé et le reste est remplacé par l'édifice actuel rebâti par Bertrand, architecte, et Luc Breton, sculpteur.
À partir de 1781 sont lancées les premières études et plans pour poursuivre la reconstruction du château selon un style néo-classique (2e moitié du XVIIIe siècle) : aile symétrique face nord, façade sur les jardins, aménagements intérieurs, salon d'été appelé "grotte", orangerie-théâtre. C'est l'architecte  Claude Joseph Alexandre Bertrand qui conçoit le projet. Il est connu en Franche-Comté pour ses réalisations bisontines : nombreux hôtels, la salle de la comédie à Besançon et surtout le château de Moncley. Les travaux semblent avoir été très rapidement menés, puisqu'en 1782 est consacrée la chapelle du château.

#### Rez-de-chaussée

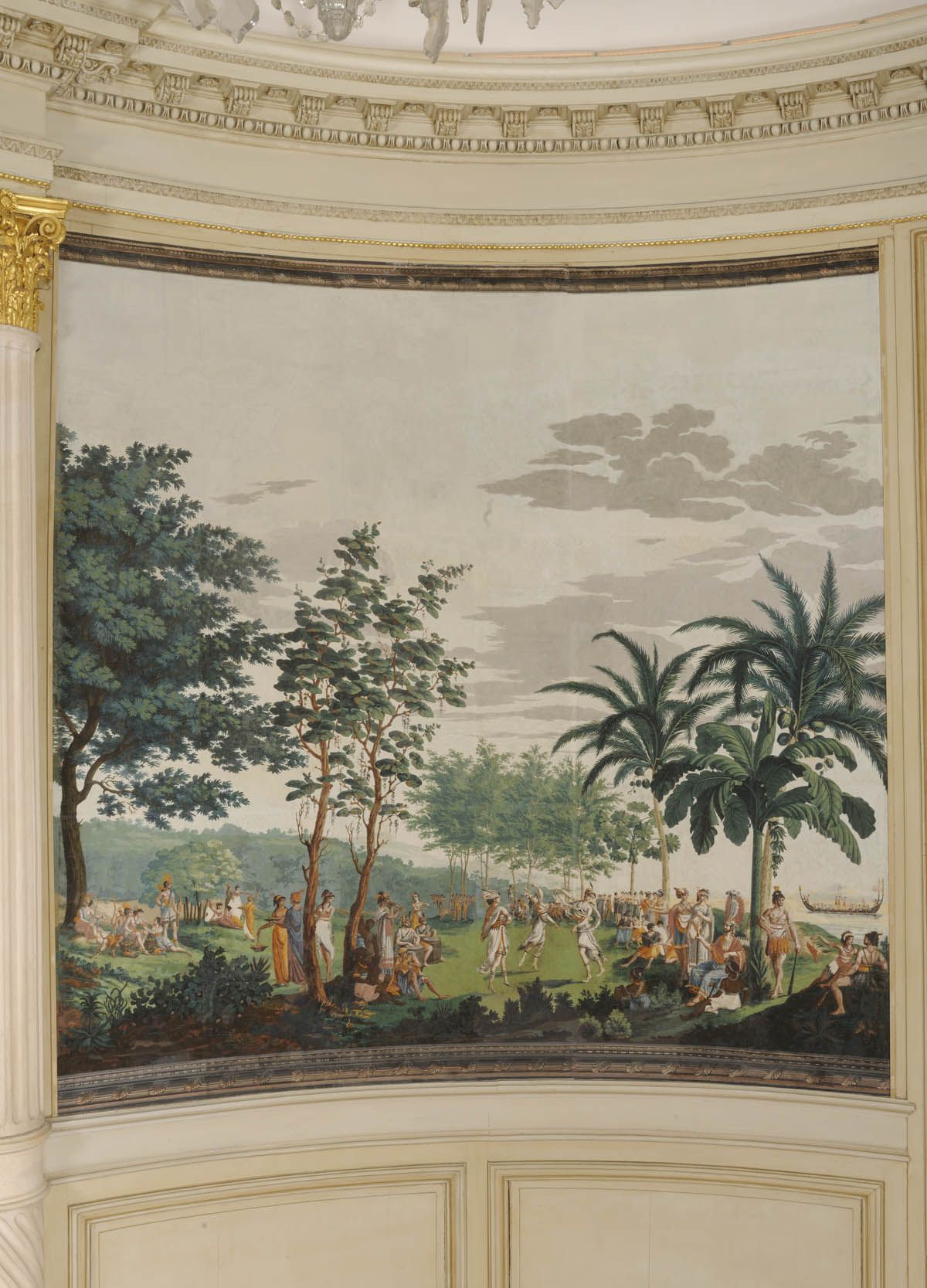
Salon des papiers peints.

Le rez-de-chaussée est composé de deux parties : en façade, une grande galerie de la longueur des sept travées frontales ; sur l'arrière, les salles destinées à l'usage du marquis de Toulongeon.
Cette enfilade de pièces comprend :
- en face de l'entrée et donc au centre de la galerie, l'antichambre du marquis ;
- cette pièce communique à gauche sur la salle à manger ; à droite sur la chambre du marquis ;
- après la salle à manger, le château comporte un grand salon de réception ;
- contigu à ce grand salon, un salon plus petit ou salon d'hiver marque l'entrée des appartements de la marquise. Ce salon est appelé salon des papiers peints en raison de son ornementation d'un décor de papier peint Les Sauvages de la mer du Pacifique.

#### L'orangerie

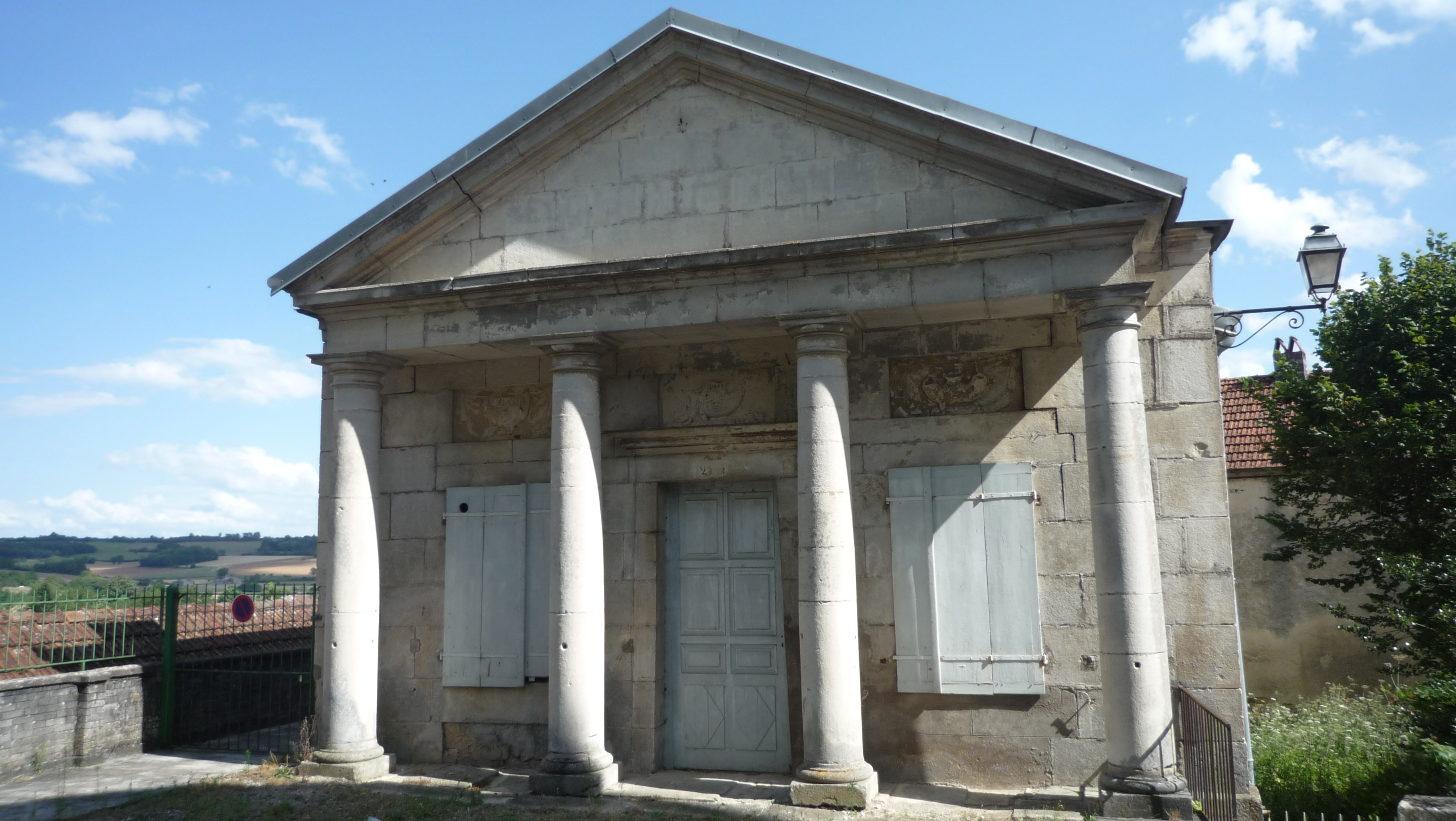
Façade de l'orangerie du château de Champlitte.

Il est probable que cet édifice construit en marge du château, derrière l'église Saint-Christophe ait eu une double utilisation : orangerie l'hiver et théâtre l'été (en lien avec l'ornementation en stuc de la façade).
Ce bâtiment est cohérent avec d'autres réalisations de Claude Joseph Alexandre Bertrand.

### Bâtiments municipaux
Anne Edmé Alexandre de Toulongeon, propriétaire du château après les saisies révolutionnaires, meurt en 1823 et lègue le château à ses trois enfants qui ne souhaitent pas conserver ce patrimoine.
La commune de Champlitte décide de se porter acquéreur lors du conseil municipal du 24 mai 1824. Cette décision est confirmée par l'acte de vente signé le 5 novembre 1825.
Le château sert alors d'hôtel de ville, de logement aux curé et vicaire, à la justice (salle à manger), aux écoles de jeunes filles (deuxième étage) et à l'habitation du professeur (ou grammairien),.

### Un musée dans un château

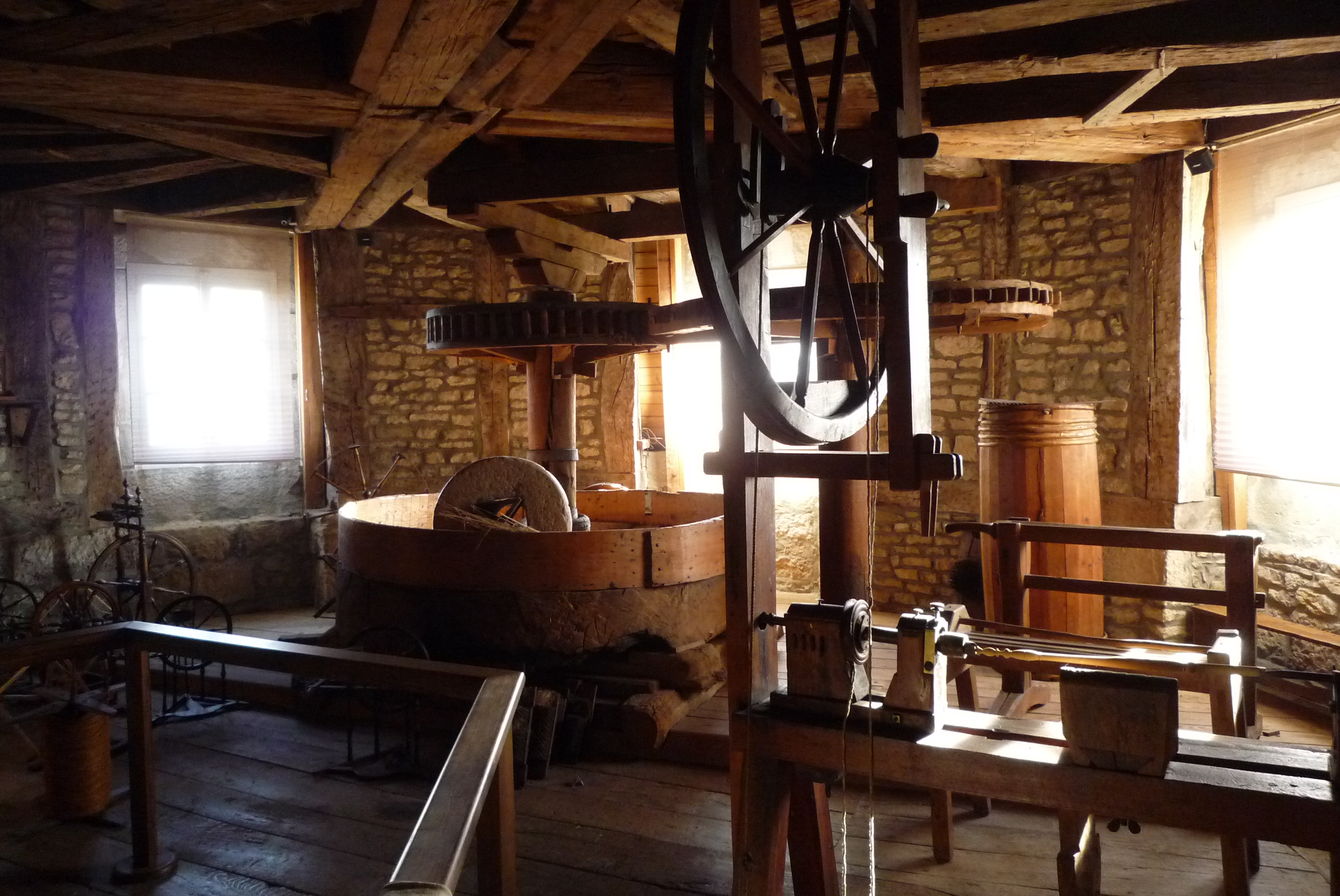
Espace muséographique consacré au travail du chanvre, dans la rotonde.

Le musée départemental d'histoire et de folklore s'y installe en 1957.
Ce musée fait actuellement partie des Musées départementaux de la Haute-Saône, également appelés musées départementaux Albert et Félicie Demard en hommage aux fondateurs des collections ethnographiques qui y sont présentées.
Les salles sont petit-à-petit convertis en espace muséographiques selon le principe de la reconstitution sur le modèle du Musée national des arts et traditions populaires fondé par Georges Henri Rivière. Ce parti pris débouche sur l'utilisation à contre sens de ce bâtiment historique, qui, finalement, présente des intérieurs paysans dans les salles d'un château.
Des travaux importants de rénovation sont entrepris en 2013 dans le but de rendre accessible l'ensemble du bâtiment aux personnes à mobilité réduite, de créer des espaces de travail dans l'aile Sud et des espaces d'accueil du public dans l'aile Nord.

### Rénovation des jardins à la française

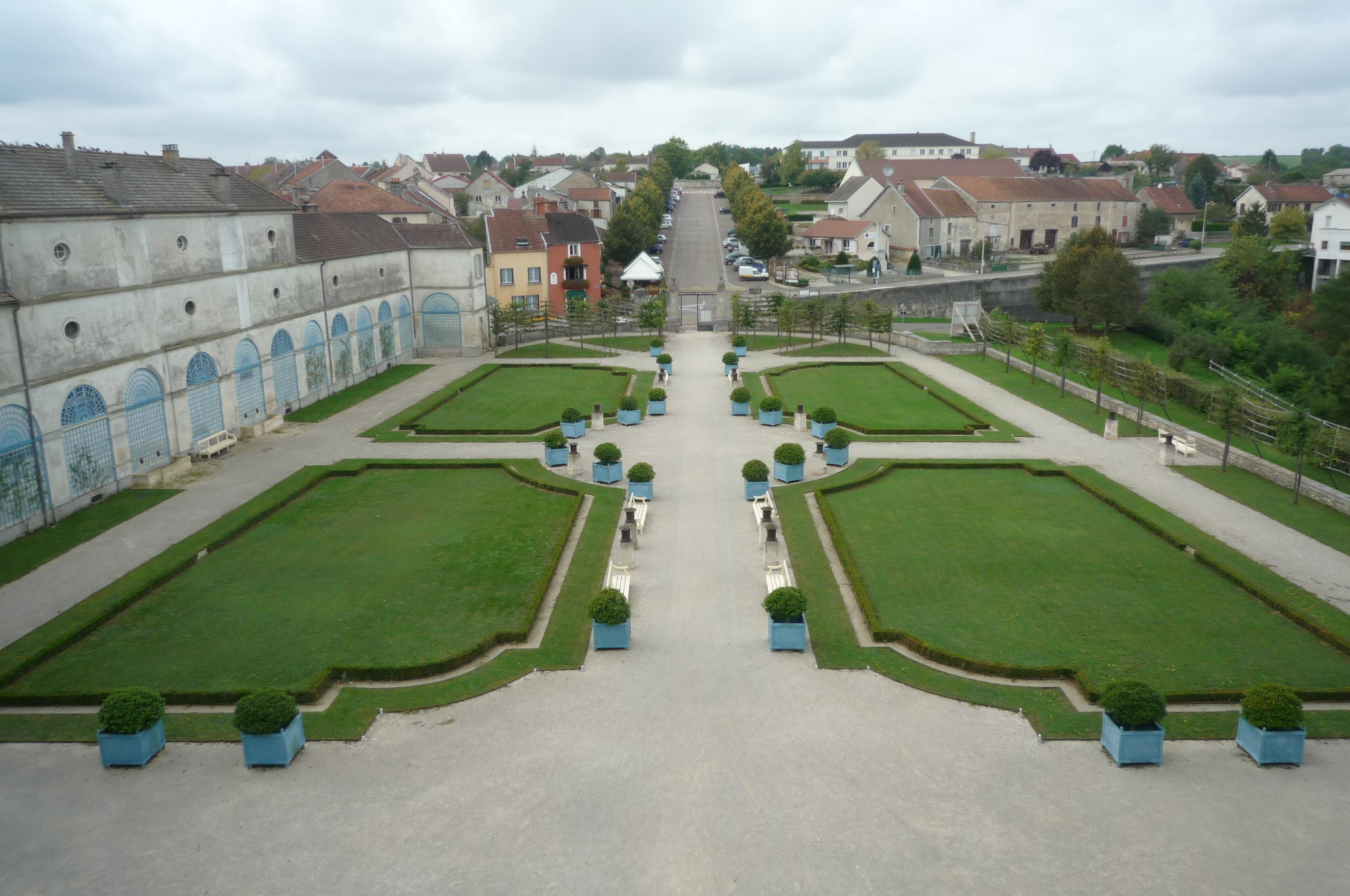
Jardin à la française créé en 2008.

En 2008, sous la direction du paysagiste Marc Lechien, des jardins à la française sont recréés (par analogie historique) dans la cour avant du château.
Malgré les nombreuses recherches menées à cette occasion, aucune archive ne témoigne de l'histoire de ces jardins.
Ces jardins sont installés dans une cour d'honneur : cet emplacement était destiné à recevoir les voitures à cheval en regard des écuries, actuellement bâtiments municipaux. Il était d'usage de ne pas mettre de jardin dans les cours d'honneur pour faciliter les manœuvres ; Champlitte fait exception. Il faut surtout noter que les jardins du château s'étendaient en contrebas du château jusqu'au Salon et surtout à l'arrière du château jusqu'à l'orangerie (appelée ainsi puisqu'on y conservait probablement les orangers l'hiver).
Les plans du XVIIIe siècle qui ont servi de modèle indiquent six parterres symétriques, avec un axe central. Deux perpendiculaires traversent le jardin pour renforcer les effets de perspectives.
Du mobilier a été recréé lors de cette restauration :
- des bancs sur un modèle Louis XVI ;
- des vases en fonte, hommage à la tradition des fonderies Haut-Saônoises ;
- des caisses qui accueillaient historiquement des orangers (aujourd'hui remplacés par des lauriers du Portugal pour des raisons pratiques et économiques).

La façade des écuries et garnies d'un treillage dont un soleil de treillage, pratique courante au XVIIIe siècle. Ces décorations ont été complétées par deux abreuvoirs en pierre, en référence à l'ancienne utilisation de ces bâtiments latéraux.
Les parterres sont bordés de buis, bordures réalisées avec passe-pied.
L'élévation non précisée sur les plans originaux a été traduite par des tilleuls palissés, végétation favorisant l'ombre.
L'absence de fleurs est conforme au classicisme qui favorisait des espaces à l'esthétique permanente.
Les couleurs utilisées, bleu et jaune de Naples, sont des références à la décoration intérieure du château.

### Classement
Le château a été classé le 14 juin 1909 au titre des monuments historiques. L'élévation et l'orangerie font l’objet d’une inscription au titre des monuments historiques depuis le 5 mai 1972.

## Architecture
Le château est de style néo-classique avec façade à deux niveaux de style Renaissance. Les études actuelles attribuent le décor de la façade à Nicolas Moris et la datent autour de 1564-1565, soit quelques années avant la construction de l'hôtel de ville de Gray.
À Champlitte comme pour d'autres bâtiments du comté de Bourgogne de la même période (deuxième moitié du XVIe siècle), les canons de l'époque sont sous l'influence des arts et modes des Flandres, ce qui est logique puisque le comté de Bourgogne est sous la tutelle des Pays-Bas espagnols à cette période. La fenêtre à la flamande ("flamanche") comporte une grande baie rectangulaire, coupée en deux par un large meneau vertical. Elle apparaît simultanément à Champlitte et à l'Hôtel de ville de Besançon (1560-1570)" . Pour le reste, la composition de la façade suit la règle de la symétrie, et le vocabulaire ornemental y est particulièrement riche. D'autre part, comme la façade est étendue, sept baies rythment la surface de la façade à intervalles réguliers formant des travées séparées par des colonnes d'ordres classiques : on retrouve ce principe architectural dans d'autres bâtiments de la même période et notamment au palais Granvelle de Besançon, qui influença les constructions du nord de la Franche-Comté (Champlitte et Gray).

Au XVIIIe siècle, le château est reconstruit. Suivant la tendance architecturale de l'époque, le style adopté correspond au principal courant de pensée de l'époque : le classique s'inspire d'éléments de l'Antiquité, tels que la symétrie, l'usage de pilastres de colonnes de moulures et cornilles qui doivent dans l'ensemble exprimer l'ordre selon un équilibre des masses. La composition est simple, lisible bien ordonnée et symétrique. Les éléments d'architecture typique de la période classique se retrouvent à Champlitte : un plan en "U", les élévations faces verticales du bâtiment s'inspirent fortement de l'Antiquité gréco-romaine avec l'emploi des ordres antiques, d'une organisation rythmée de travées, d'une recherche de la symétrie.

## Galerie de photos

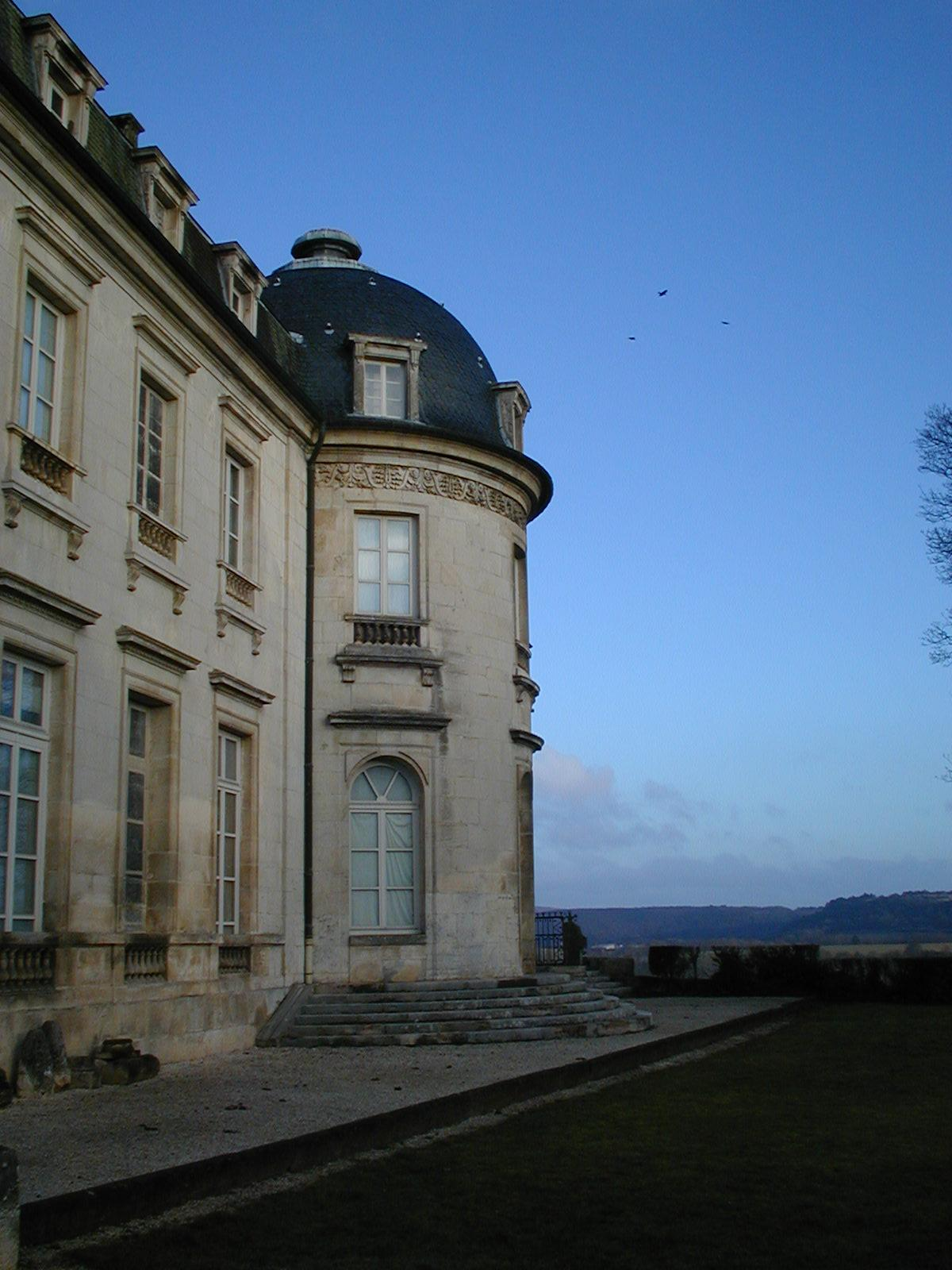
Rotonde du château, construite vers 1780.
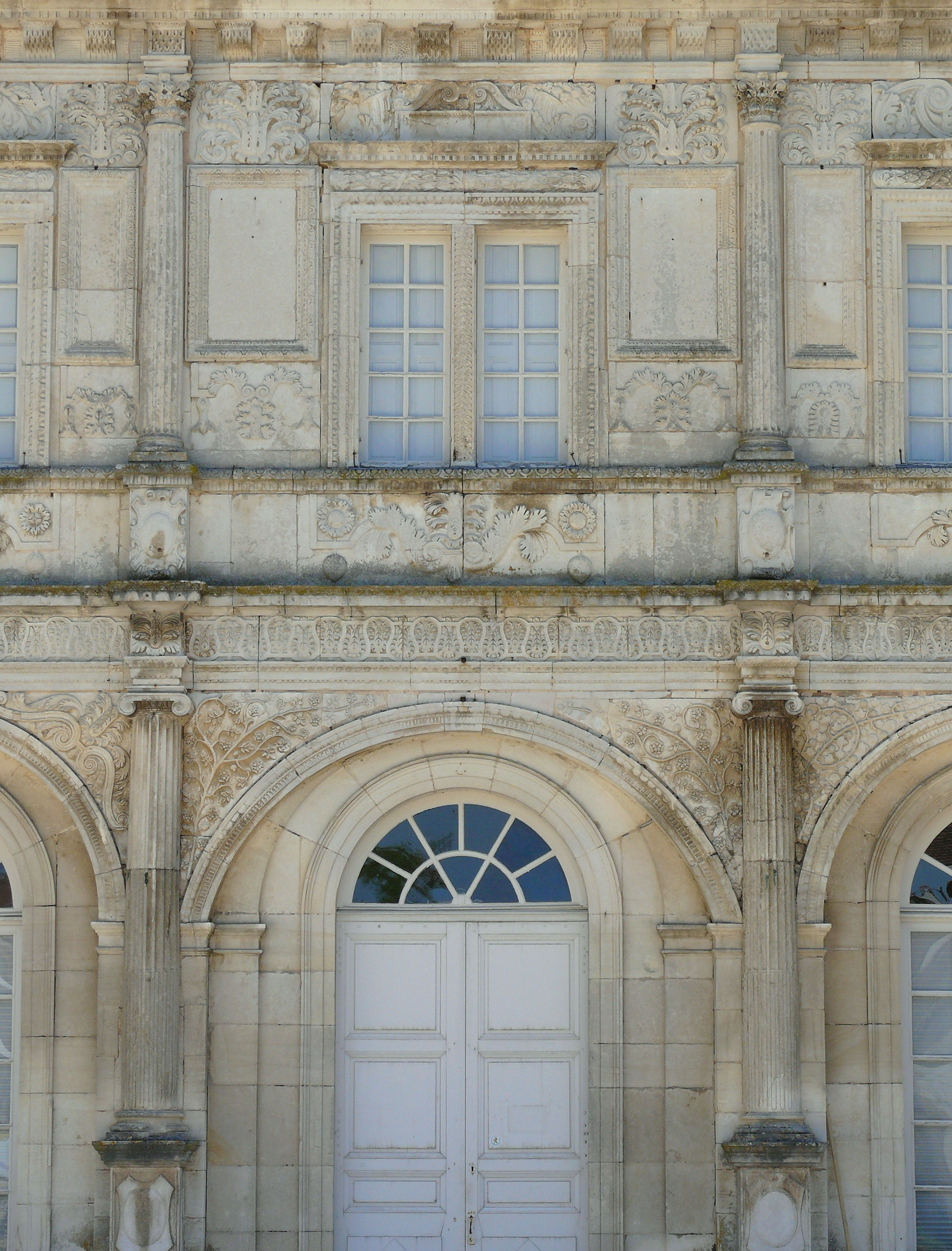
Façade Renaissance, plaquée sur la reconstruction néo-classique.
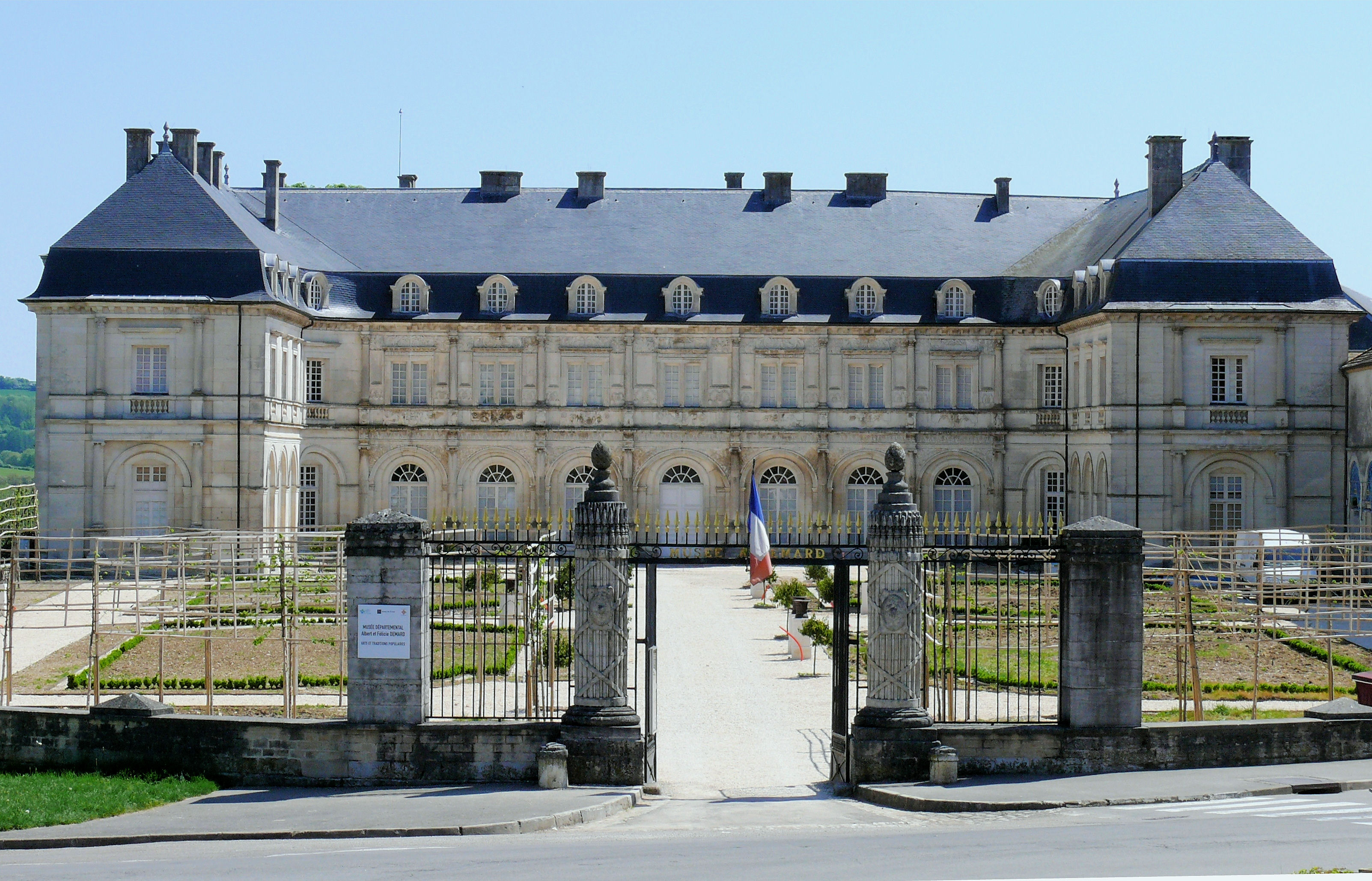
Vue des jardins, de la grille et de la façade probablement en 2008.
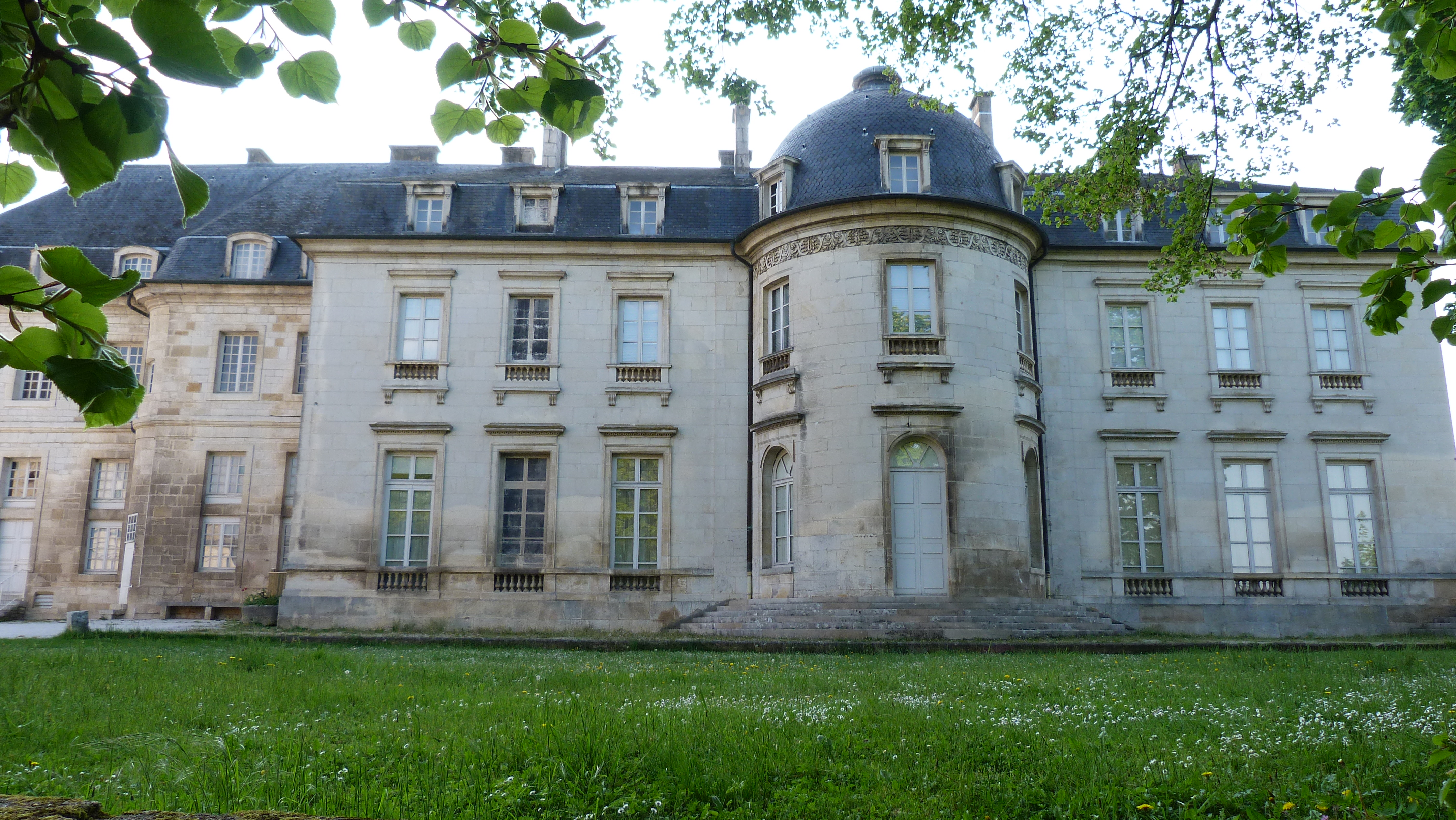
Façade Est du château de Champlitte en 2011.
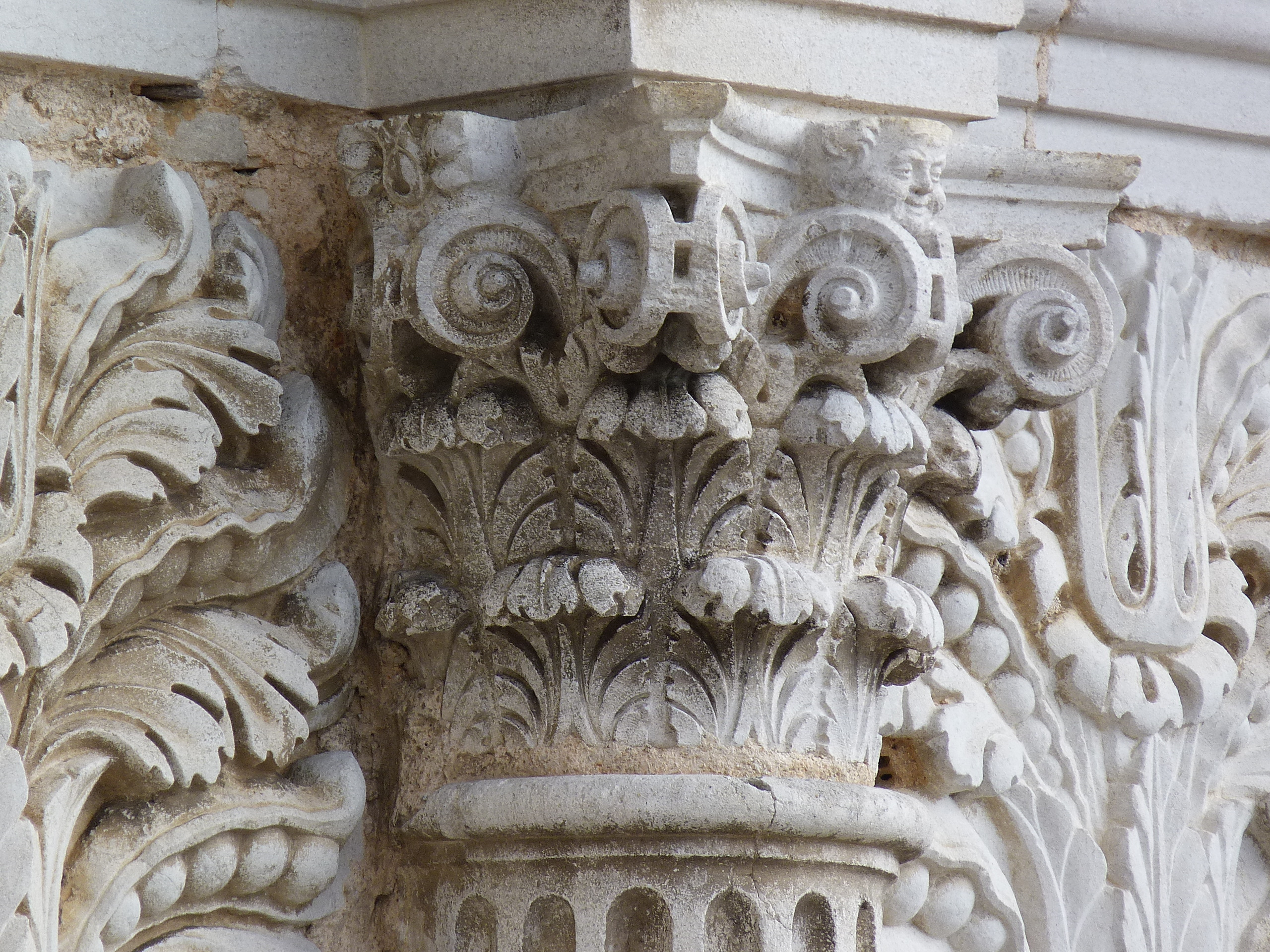
Détail de la façade de style Renaissance.
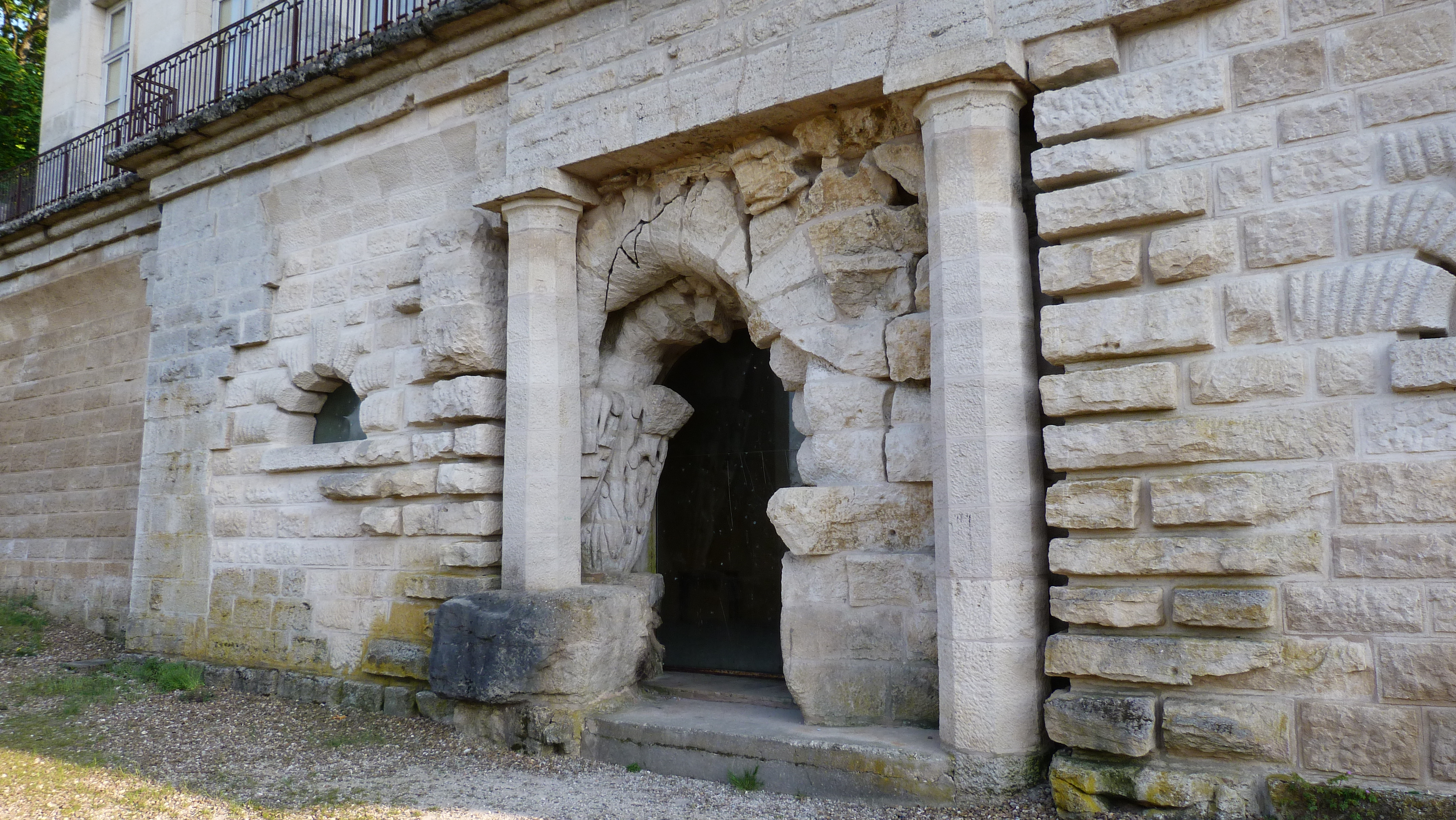
Entrée de grotte sur la façade nord du château.
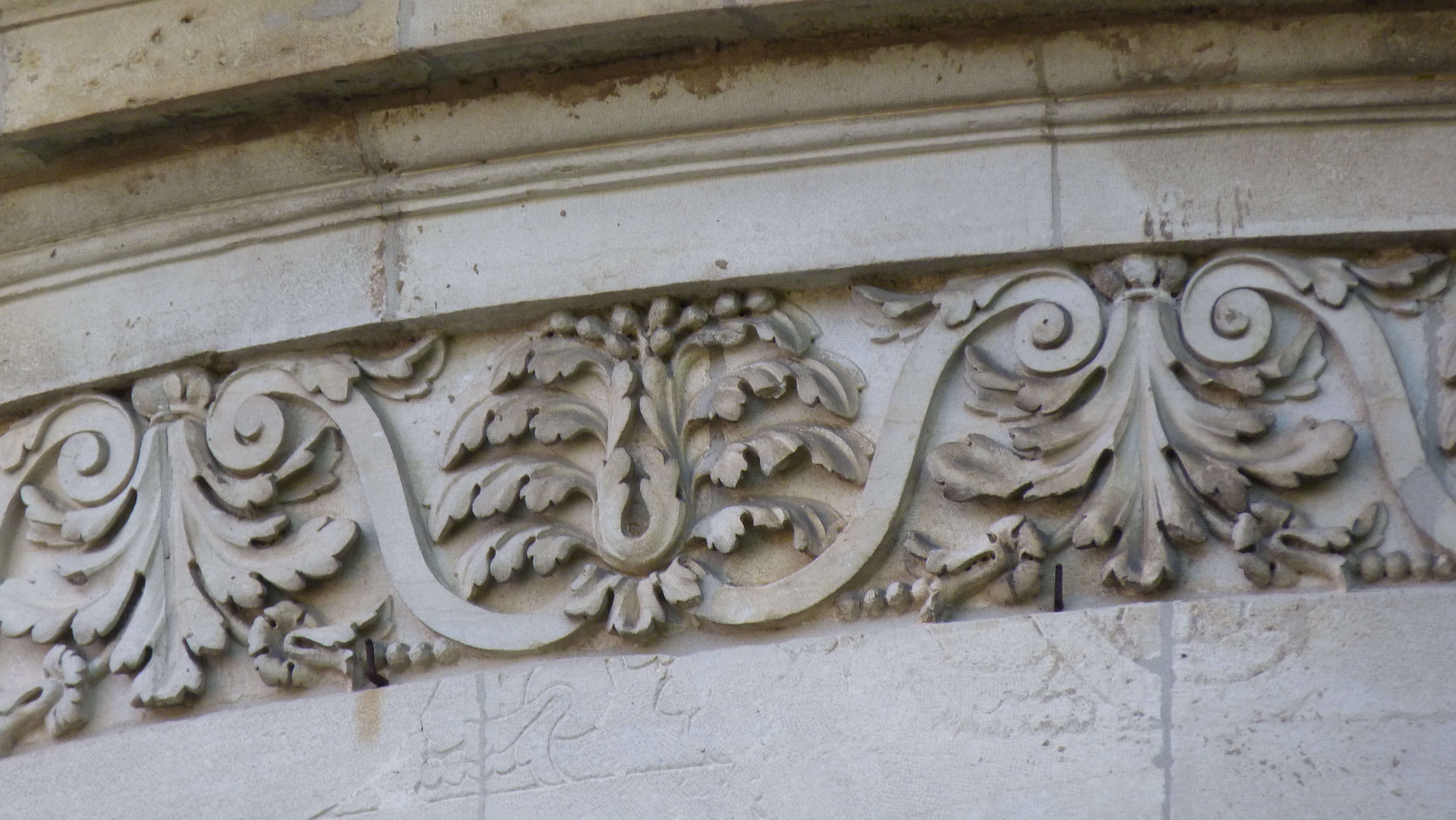
Détail de la frise sur la rotonde du château
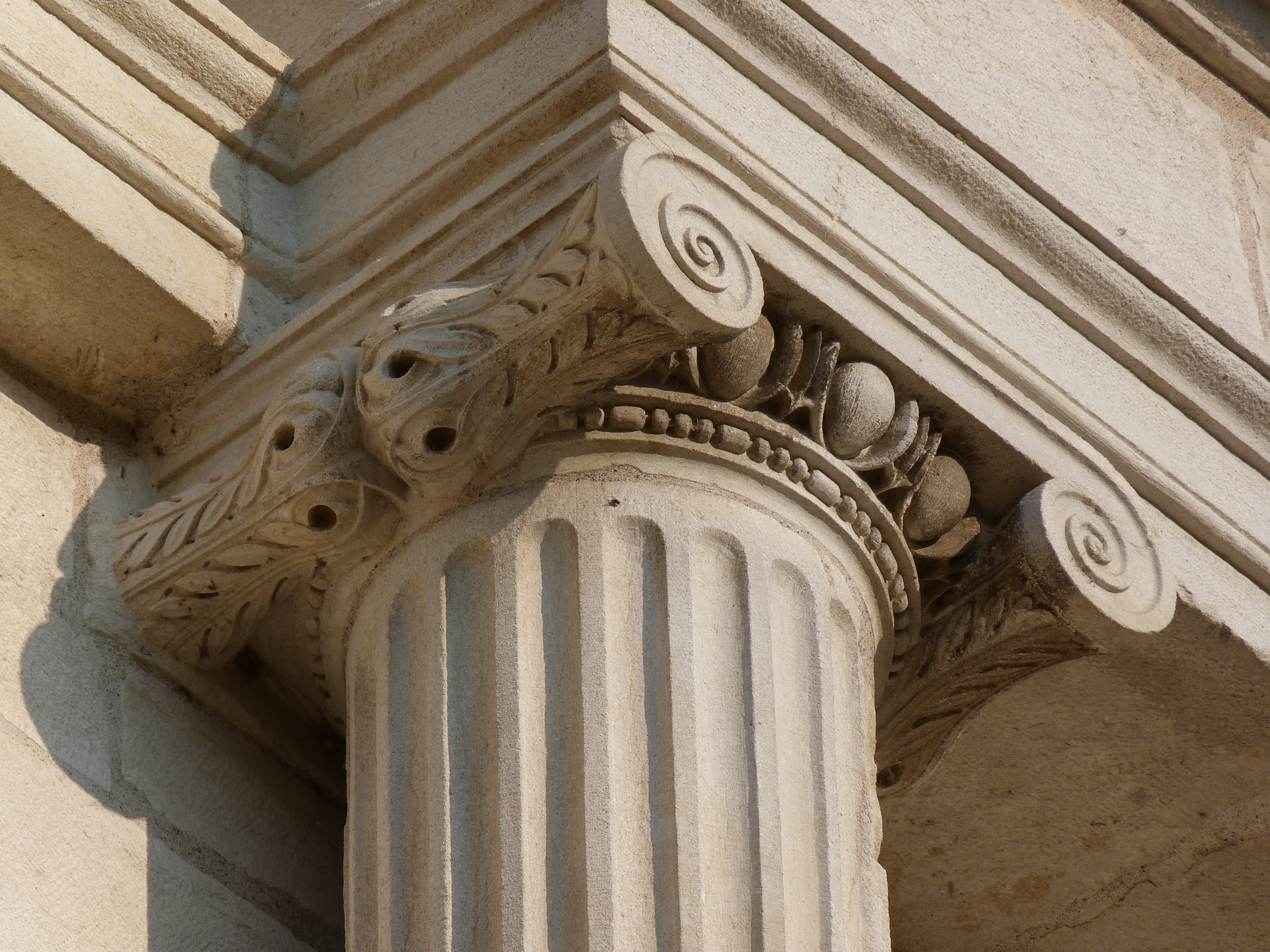
Chapiteau ionique (aile Nord du château, rez-de-chaussée).
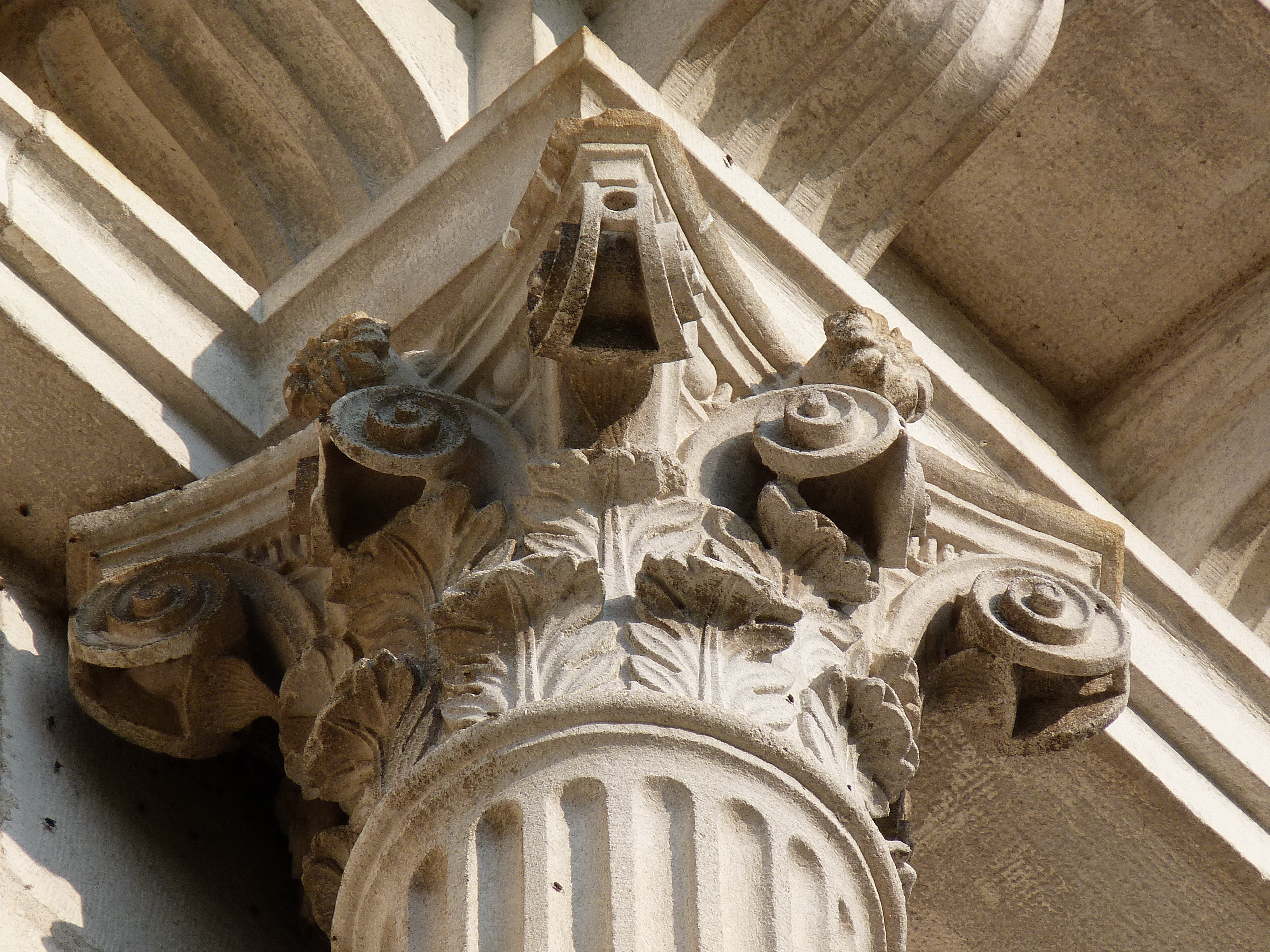
Chapiteau corinthien (aile Nord du château, 1er étage).
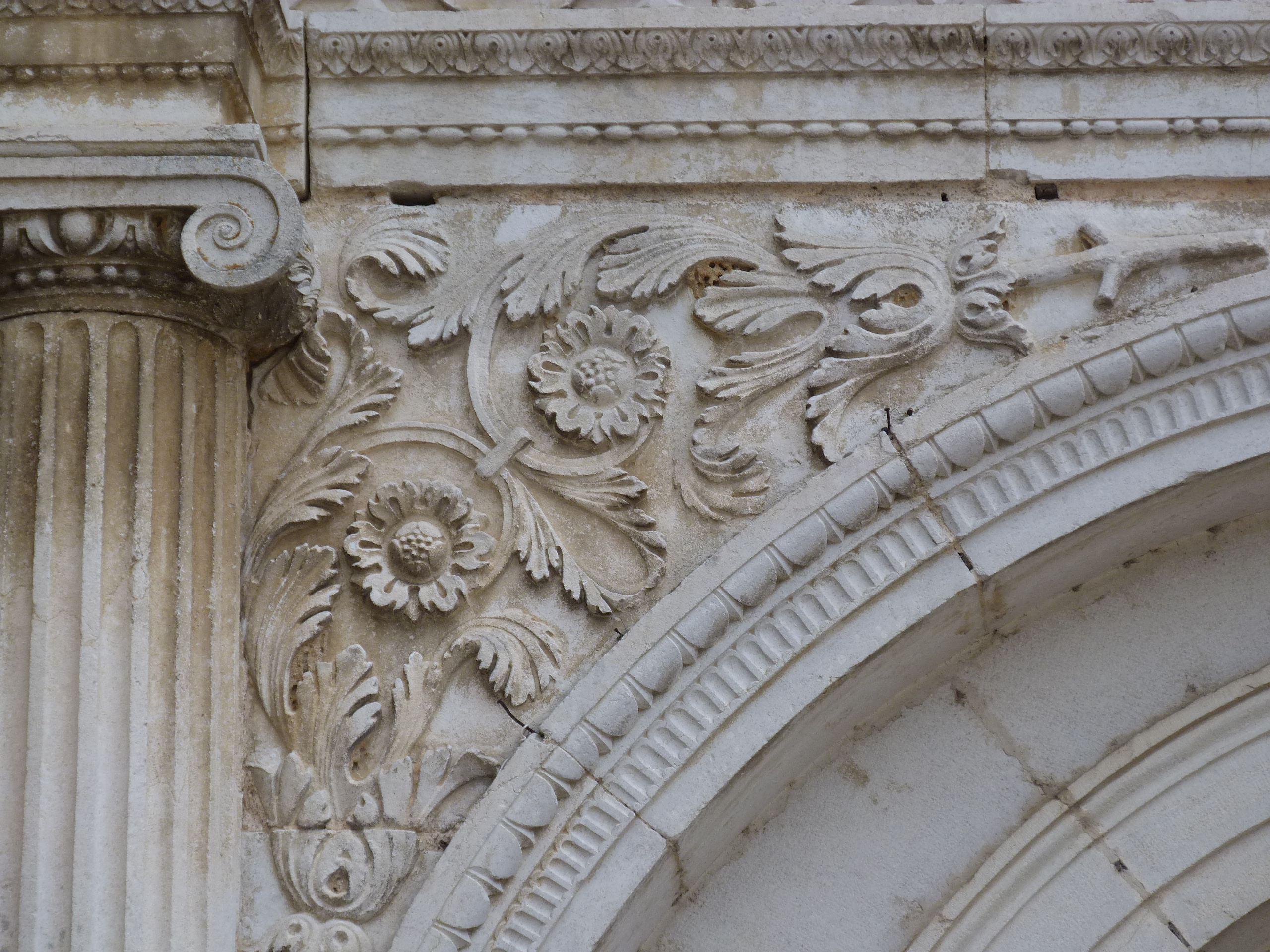
Ecoinçon.
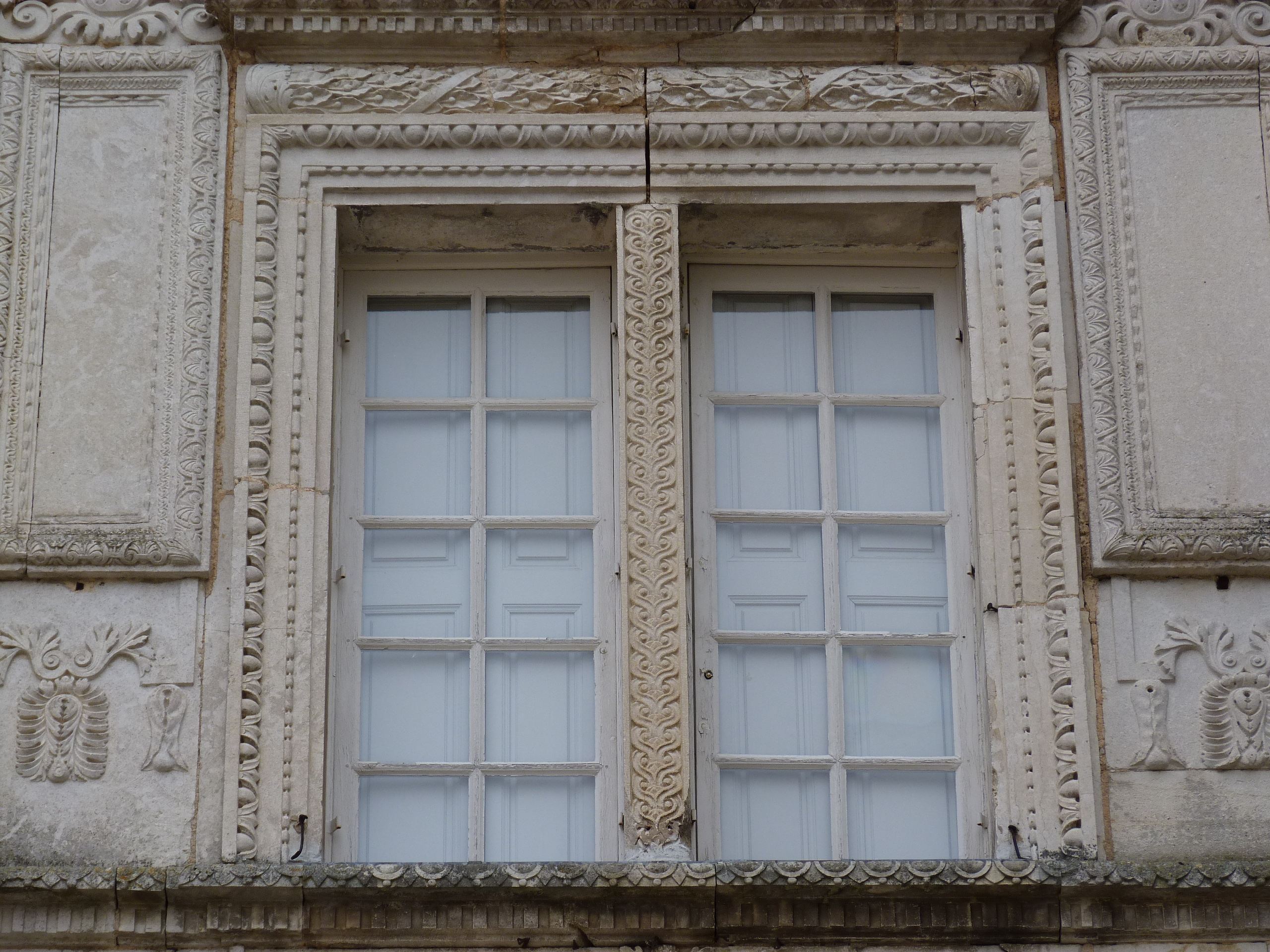
Détail de la façade du château.
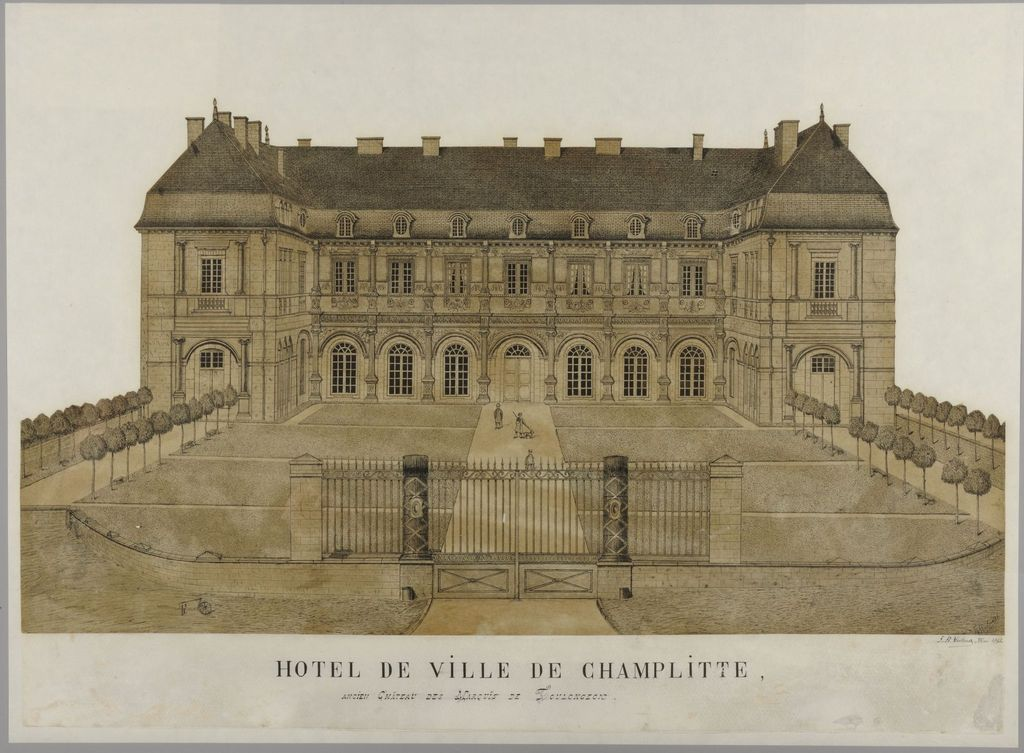
Vue du château en 1893, Collection Musées départementaux de la Haute-Saône.
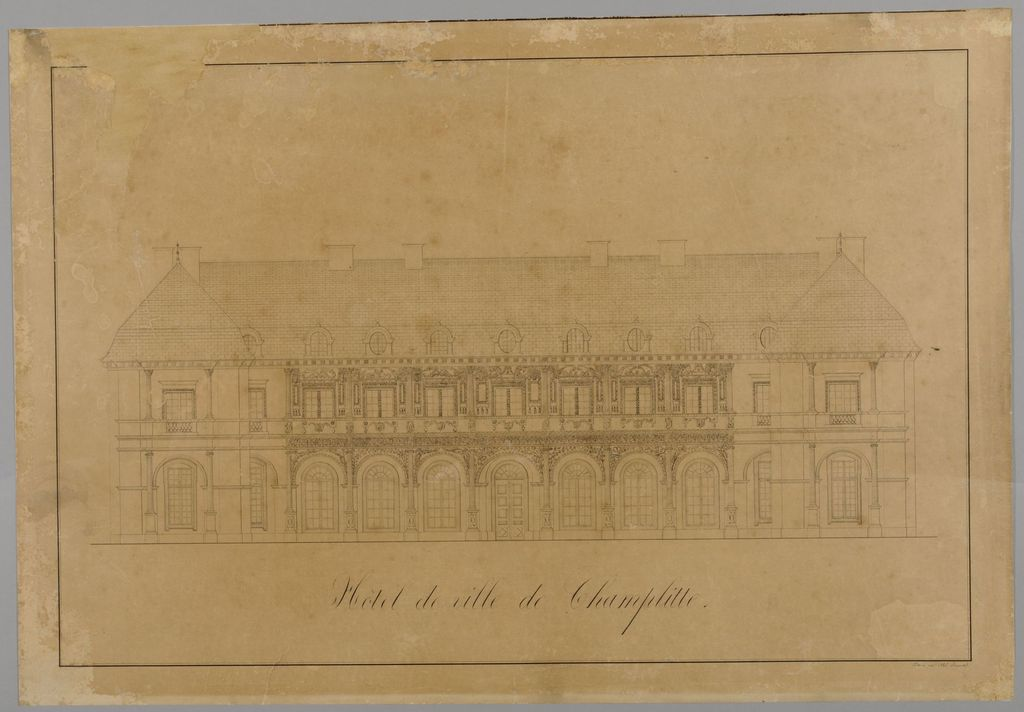
Dessin du château, fin 19E, Collection Musées départementaux de la Haute-Saône.
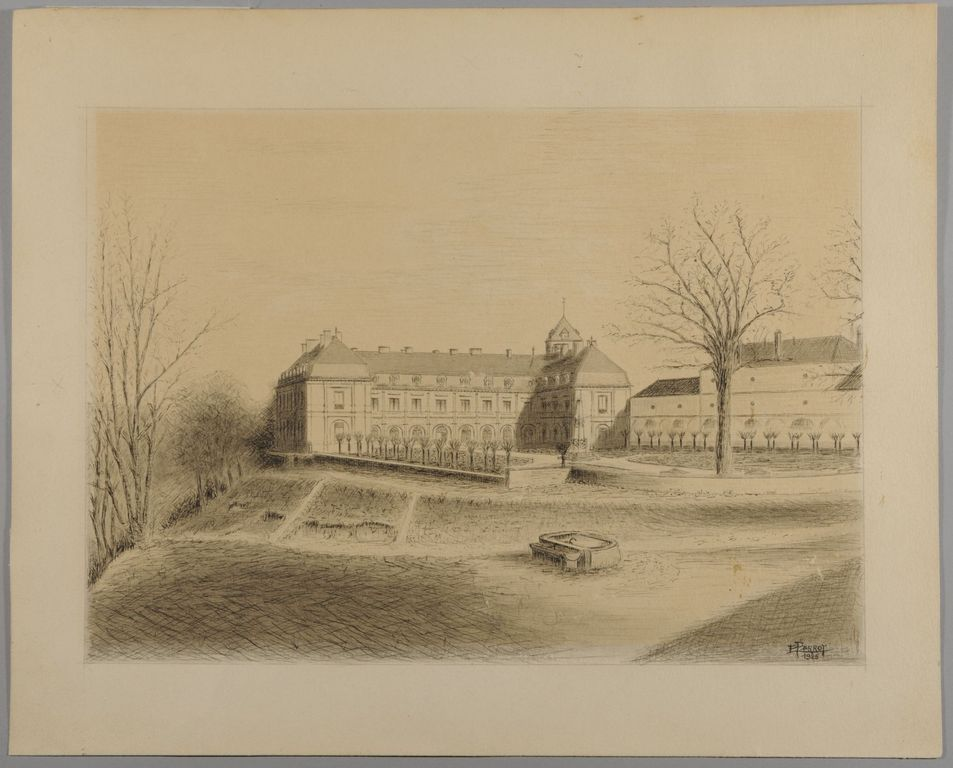
Dessin du château, 1925, Collection Musées départementaux de la Haute-Saône.